# ひよものシダレザクラ
ひよものシダレザクラは、岐阜県恵那市串原町にある一本桜。岐阜県指定天然記念物で、飛騨美濃さくら33選の一つにも選ばれている。
享保19年（1734年）頃、三宅家の墓守桜として植えられたと伝わり、その根元には墓石がある。樹齢が約290年。なお、『ひよも』とは三宅家の屋号である。1979年（昭和54年）に串原村の天然記念物となり、1982年（昭和57年）には岐阜県が天然記念物に指定した。

## 基礎情報
- 高さ：約20m
- 枝張り：約20m
- 幹周り：約4.2m
- 所在地：岐阜県恵那市串原5325-2